# Portugal op het Eurovisiesongfestival 2017

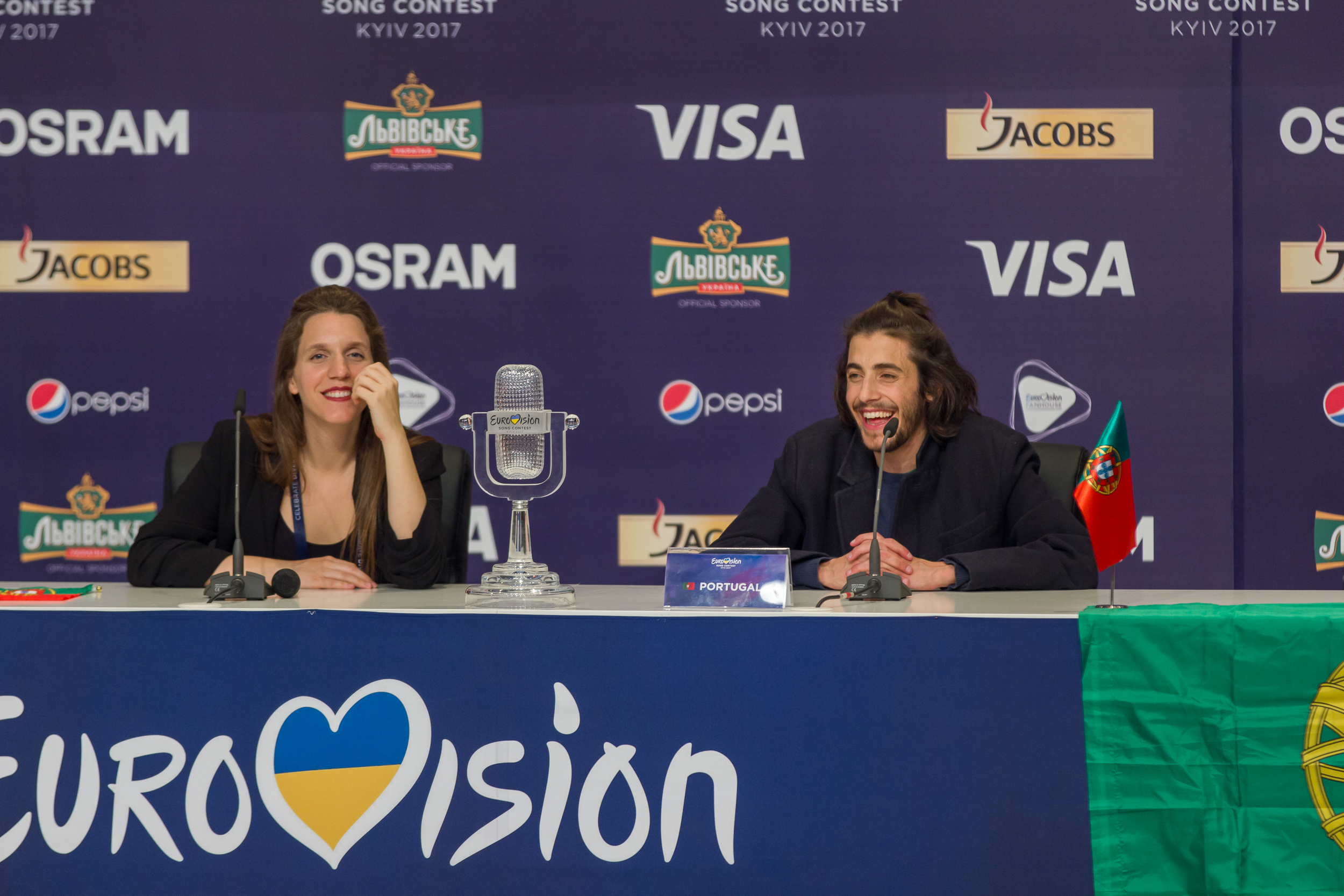
Luísa en Salvador Sobral tijdens de winnaars persconferentie

Portugal nam deel aan het Eurovisiesongfestival 2017 in Kiev, Oekraïne. Het was de 49ste deelname van het land op het Eurovisiesongfestival. De RTP was verantwoordelijk voor de Portugese bijdrage voor de editie van 2017.

## Selectieprocedure
Portugal koos in februari en maart 2017 weer via het vertrouwde Festival da Canção de inzending voor het Eurovisiesongfestival. Aan de selectie namen zestien kandidaten deel, uitgekozen door zestien verschillende componisten die ieder verantwoordelijk waren voor een inzending. De zestien artiesten werden verdeeld over twee halve finales, waarin aldus telkens acht kandidaten zouden deelnemen. Via een gecombineerd aantal punten van televoting- en jurypunten werden de vier kandidaten met de meeste stemmen naar de finale gestuurd. In de finale namen dan acht kandidaten deel. Opnieuw werd de winnaar bepaald door middel van een combinatie van televoting- en jurypunten.
De keuze viel uiteindelijk op Salvador Sobral met het lied Amar pelos dois. Zijn zus Luísa Sobral componeerde het lied.

## In Kiev
Artiesten die deelnemen aan het Eurovisiesongfestival moeten eerst repetities doen alvorens ze aan de halve finale kunnen deelnemen. De repetities geven dan inzicht in hoe het lied op beeld verschijnt. De repetities werden echter gedaan door Salvadors zus en tevens componist van het nummer Luísa Sobral. Salvador kon zelf de repetities niet doen vanwege zijn hartfalen. Salvador reisde pas twee dagen voor de halve finale af naar Kiev. Hij nam dus wel zelf de generale repetitie en de show voor de jury op maandag 8 mei 2017 en de halve finale op 9 mei 2017 voor zijn rekening.
Portugal trad in Kiev in de eerste halve finale op dinsdag 9 mei 2017 aan. Salvador Sobral was als negende van de achttien landen aan de beurt, na Dihaj uit Azerbeidzjan en voor Demy uit Griekenland. Portugal won de halve finale en mocht zo door naar de finale.  Uiteindelijk won Portugal de finale. Sobral kreeg maar liefst 758 punten. Dit is tevens een record. Portugal kreeg uit alle landen punten van het publiek. 
1964 · 1965 · 1966 · 1967 · 1968 · 1969 · 1970 · 1971 · 1972 · 1973 · 1974 · 1975 · 1976 · 1977 · 1978 · 1979 · 1980 · 1981 · 1982 · 1983 · 1984 · 1985 · 1986 · 1987 · 1988 · 1989 · 1990 · 1991 · 1992 · 1993 · 1994 · 1995 · 1996 · 1997 · 1998 · 1999 · 2000 · 2001 · 2002 · 2003 · 2004 · 2005 · 2006 · 2007 · 2008 · 2009 · 2010 · 2011 · 2012 · 2013 · 2014 · 2015 · 2016 · 2017 · 2018 · 2019 · 2020 · 2021 · 2022 · 2023 · 2024 · 2025
Albanië · Armenië · Australië · Azerbeidzjan · België · Bulgarije · Cyprus · Denemarken · Duitsland · Estland · Finland · Frankrijk · Georgië · Griekenland · Hongarije · Ierland · IJsland · Israël · Italië · Kroatië · Letland · Litouwen · Macedonië · Malta · Moldavië · Montenegro · Nederland · Noorwegen · Oekraïne · Oostenrijk · Polen · Portugal · Roemenië · San Marino · Servië · Slovenië · Spanje · Tsjechië · Verenigd Koninkrijk · Wit-Rusland · Zweden · Zwitserland